# Saint-Nizier-sous-Charlieu
Saint-Nizier-sous-Charlieu ist eine französische Gemeinde mit 1.689 Einwohnern (Stand: 1. Januar 2022) im Département Loire in der Region Auvergne-Rhône-Alpes. Sie gehört zum Arrondissement Roanne und zum Kanton Charlieu.

## Geographie
Saint-Nizier-sous-Charlieu liegt etwa 13 Kilometer nordnordöstlich von Roanne am Forez. Die Loire begrenzt die Gemeinde im Westen. Umgeben wird Saint-Nizier-sous-Charlieu von den Nachbargemeinden Saint-Pierre-la-Noaille im Norden, Saint-Bonnet-de-Cray im Nordosten, Charlieu im Osten, Pouilly-sous-Charlieu im Süden sowie Briennon im Westen.

## Bevölkerungsentwicklung
| Jahr                       | 1962 | 1968 | 1975 | 1982 | 1990 | 1999 | 2006 | 2017 |
| Einwohner                  | 1031 | 1056 | 1216 | 1449 | 1579 | 1571 | 1631 | 1702 |
| Quellen: Cassini und INSEE |      |      |      |      |      |      |      |      |

## Sehenswürdigkeiten
- Kirche Saint-Nizier, 1883 wieder errichtet
- Konvent der Cordeliers
- Schloss Le Mont
- Schloss Rongefer
- Schloss Carillon
- Schloss Beauvernay

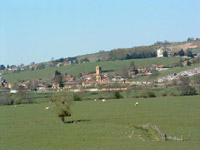
Ortskern von Saint-Nizier-sous-Charlieu
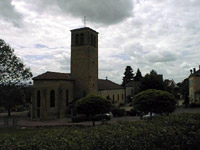
Kirche Saint-Nizier
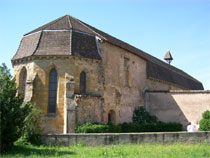
Konventskirche der Corderliers
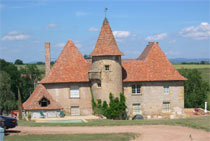
Schloss Le Mont
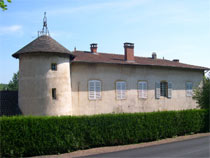
Schloss Rongefer

## Persönlichkeiten
- Roger de La Fresnaye (1885–1925), Maler (Kubismus), hatte sein Atelier im Schloss Beauvernay
- Théodore-Gérard Hanssen (1885–1957), Glasmaler (malte die Fenster der Kirche Saint-Nizier)